# Melinnacheres steenstrupi
Melinnacheres steenstrupi is een eenoogkreeftjessoort uit de familie van de Saccopsidae. De wetenschappelijke naam van de soort is voor het eerst geldig gepubliceerd in 1961 door Bresciani & Lützen.